# قرة دربند (بابارشاني)
قرة دربند (بالفارسية: قره دربند) هي قرية تقع في إيران في قسم بابارشاني الريفي. يقدر عدد سكانها بـ 56 نسمة بحسب إحصاء 2016.